# Tetrapterys hassleriana
Tetrapterys hassleriana là một loài thực vật có hoa trong họ Malpighiaceae. Loài này được Nied. miêu tả khoa học đầu tiên..